# LVStB – Bergamo und Udine
Die LVStB – Bergamo und Udine waren Dampflokomotiven der k.k. priv. Lombardisch-venetianischen Staatsbahn (LVStB), einer staatlichen Bahngesellschaft Österreich-Ungarns.
Die beiden Lokomotiven wurden von der Werkstätte in Verona 1854 an die LVStB geliefert.
Die Südbahngesellschaft (SB) übernahm diese Loks von der SVCI in ihren Bestand als Teil der Reihe 9.
1867 kamen die beiden Lokomotiven zur Strade Ferrate Alta Italia (SFAI), wo sie die Nummern 208 und 209 erhielten.
Bei der Rete Mediterranea, als 2774 und 2775 bezeichnet, wurden sie 1881 neu bekesselt, wobei der Kesseldruck auf 8 atm erhöht wurde.
Die ehemalige BERGAMO wurde 1905 ausgemustert, die ehemalige UDINE kam als 1811 zur FS.